# Anne Sander
Anne Sander (ur. 1 października 1973 w Haguenau) – francuska polityk i ekonomistka, posłanka do Parlamentu Europejskiego VIII i IX kadencji.

## Życiorys
Córka Jeana-Marie Sandera, prezesa Crédit Agricole.
Absolwentka studiów z zakresu rozwoju lokalnego i zagospodarowania przestrzennego, uzyskała następnie doktorat z ekonomii. W 1999 została asystentką parlamentarną europosła Josepha Daula, funkcję tę pełniła przez 15 lat w tym również w okresie kierowania przez niego frakcją chadecką. Objęła również stanowiska przewodniczącej jednej z komisji w regionalnej radzie gospodarczej, społecznej i środowiskowej w Alzacji i przewodniczącej alzackiej młodzieżowej izby gospdoarczej JCE.
Zaangażowała się w działalność polityczną w ramach Unii na rzecz Ruchu Ludowego. W 2014 z ramienia tej partii uzyskała mandat eurodeputowanej VIII kadencji. W 2019 z powodzeniem ubiegała się o reelekcję. W 2021 została także radną regionu Grand Est.